# Eleição para governador da Virgínia Ocidental em 2011
A eleição para governador do estado americano da Virgínia Ocidental em 2011 foi realizada em 4 de outubro de 2011. O cargo ficou vago após a renúncia do governador Joe Manchin, que foi eleito para preencher a vaga de Robert Byrd no Senado dos Estados Unidos em 2010. O presidente do Senado Estadual Earl Ray Tomblin, primeiro na linha de sucessão, assumiu o cargo de governador em 2010. Em 18 de janeiro de 2011, o Supremo Tribunal de Apelações determinou que uma eleição especial para o cargo de governador deve ser realizada, sendo assim, o próximo governador assumiria em 15 de novembro de 2011, exatamente um ano após a renuncia de Manchin, e Tomblin assumiu o cargo, após seu juramento de posse. A eleição primária foi realizada em 14 de maio. Tomblin foi escolhido pelo Partido Democrata, e Maloney pelo Partido Republicano.
Tomblin foi declarado vencedor da eleição pela Associated Press em 4 outubro de 2011.
Segundo o Portal G1, a eleição foi um teste para o presidente Barack Obama.

## Primária Democrata

### Candidatos

#### Declarados
- Jeff Kessler, presidente do Senado estadual em exercício[5]
- Arne Moltis, morador de South Charleston [6]
- John Perdue, tesoureiro estadual[7]
- Natalie Tennant, secretária de estado[8]
- Rick Thompson, presidente da Câmara de Delegados da Virgínia Ocidental[9]
- Earl Ray Tomblin, atual governador da Virgínia Ocidental[10]

#### Desistências
- Brooks McCabe, senador estadual[11][12]

### Pesquisas
| Fonte                 | Data(s)                | Entrevistados | Margem de erro | Jeff Kessler | Arne Moltis | John Perdue | Natalie Tennant | Rick Thompson | Earl Ray Tomblin | Other/ Indecididos |
| --------------------- | ---------------------- | ------------- | -------------- | ------------ | ----------- | ----------- | --------------- | ------------- | ---------------- | ------------------ |
| Public Policy Polling | 11-12 de maio de 2011  | 742           | ± 3.6%         | 4%           | 1%          | 11%         | 17%             | 20%           | 33%              | 12%                |
| Public Policy Polling | 21-24 de abril de 2011 | 590           | ± 4.0%         | 5%           | 1%          | 17%         | 16%             | 15%           | 32%              | 14%                |

### Resultados
|  | Democrata | Earl Ray Tomblin | 51.348 | 40,35% |
|  | Democrata | Rick Thompson    | 30.631 | 24,07% |
|  | Democrata | Natalie Tennant  | 22.106 | 17,37% |
|  | Democrata | John Perdue      | 15.995 | 12,57% |
|  | Democrata | Jeff Kessler     | 6.665  | 5,23%  |
|  | Democrata | Arne Moltis      | 481    | 0,37%  |

## Primária Republicana

### Candidatos

#### Declarados
- Clark Barnes, senador estadual[14]
- Mitch Carmichael, delegado estadual [6]
- Ralph W. Clark, morador do Condado de Monongalia
- Cliff Ellis, morador do Condado de Monongalia
- Larry Faircloth, ex-delegado estadual[6]
- Betty Ireland, ex-secretário de estado[15]
- Bill Maloney, empresário do Condado de Monongalia
- Mark Sorsaia, procurado distrital do Condado de Putnam [16]

### Desistências
- Patrick Lane, delegado estadual[16]
- Shelley Moore Capito, representante dos Estados Unidos[17]
- Jon McBride, ex-astronauta[18]
- John Raese, empresário e candidato derrotado ao senado em 2010[19]
- Mike Stuart, presidente do Partido Republicano da Virgínia Ocidental[20]

### Pesquisas
| Fonte                 | Data(s)                | Entrevistados | Margem de erro | Clark Barnes | Mitch Carmichael | Ralph Clark | Cliff Ellis | Larry Faircloth | Betty Ireland | Bill Maloney | Mark Sorsaia | Outros/ Indecididos |
| --------------------- | ---------------------- | ------------- | -------------- | ------------ | ---------------- | ----------- | ----------- | --------------- | ------------- | ------------ | ------------ | ------------------- |
| Public Policy Polling | 11-12 de maio de 2011  | 314           | ± 5.5%         | 8%           | 4%               | 1%          | 0%          | 6%              | 31%           | 32%          | 4%           | 14%                 |
| Public Policy Polling | 21-24 de abril de 2011 | 274           | ± 5.9%         | 8%           | 8%               | 2%          | 1%          | 2%              | 31%           | 17%          | 4%           | 28%                 |

### Resultados
|  | Republicano | Bill Maloney     | 27.871 | 45,03% |
|  | Republicano | Betty Ireland    | 19.027 | 30,74% |
|  | Republicano | Clark Barnes     | 5.891  | 9,51%  |
|  | Republicano | Mark Sorsaia     | 3.177  | 5,13%  |
|  | Republicano | Larry Faircloth  | 2.400  | 3,87%  |
|  | Republicano | Mitch Carmichael | 2.073  | 3,34%  |
|  | Republicano | Ralph Clark      | 1.164  | 1,88%  |
|  | Republicano | Cliff Ellis      | 283    | 0,45%  |

## Eleição geral

### Candidatos
- Bob Henry Baber (Partido da Montanha), escritor e ex0prefeito de Richwood[22]
- Bill Maloney (Partido Republicano), empresário do Condado Monongalia
- Earl Ray Tomblin (Partido Democrata), atual governador da Virgínia Ocidental[10]
- Harry Bertram (Partido da Terceira Posição)[23]
- Marla Dee Ingels (Independente)[23]
- Rick Bartlett (Nenhum)[24]
- Phil Hudok (Nenhum), professor e membro do Partido da Constituição[24]
- Donald Lee Underwood (Nenhum)[24]

### Pesquisas
| Fonte                 | Data(s)                             | Entrevistados | Margem de erro | Earl Ray Tomblin (D) | Bill Maloney (R) | Indecididos |
| --------------------- | ----------------------------------- | ------------- | -------------- | -------------------- | ---------------- | ----------- |
| Public Policy Polling | 30 de setembro-2 de outubro de 2011 | 932           | ± 3.2%         | 47%                  | 46%              | 7%          |
| Public Policy Polling | 1-4 de setembro de 2011             | 708           | ± 3.7%         | 46%                  | 40%              | 14%         |
| Public Policy Polling | 11-12 de maio de 2011               | 723           | ± 3.6%         | 45%                  | 30%              | 25%         |
| Public Policy Polling | 21-24 de abril de 2011              | 850           | ± 3.4%         | 56%                  | 23%              | 21%         |

### Resultados
|  | Democrata   | Earl Ray Tomblin | 148.625 | 49,47% |
|  | Republicano | Bill Maloney     | 142.156 | 47,14% |
|  | Outros      | Outros           | 10.226  | 3,40%  |